# Pritee
Pritee – gaun wikas samiti w środkowej części Nepalu w strefie Dźanakpur w dystrykcie Ramechhap. Według nepalskiego spisu powszechnego z 2001 roku liczył on 1050 gospodarstw domowych i 5178 mieszkańców (2624 kobiet i 2554 mężczyzn).